# Mediamadammen
Mediamadammen is een tv-programma over showbusiness dat uitgezonden werd op VT4. Van het programma werden drie seizoen gemaakt, die werden uitgezonden in 2002 en 2003.

## Concept
In het programma gaan de Mediamadammen op zoek naar nieuws. Ze gaan naar premières, interviewen bekende personen, enzovoort.
Sinds het derde seizoen werd een aantal vaste items aan het programma toegevoegd:
- De Koude Douche: de Mediamadammen gaan met hun gasten onder de douche of in bad.
- City Trip: een mediafiguur gaat samen met een Mediamadam naar zijn of haar favoriete buitenlandse stad.
- De Vuile Was: een Mediamadam doet de was van een bekende Vlaming en stelt daarbij ondeugende vragen.
- De Kalender: de Mediamadammen maken een eigen kalender. Hierbij confronteren ze bekende Vlamingen met hun grootste angsten.
- Wakker maken: de Mediamadammen maken een mediafiguur in het holst van de nacht wakker.
- Moeder: de Mediamadammen gaan op bezoek bij de moeder van een bekende Vlaming.
- De Superfan: de Mediamadammen gaan samen met een bekende Vlaming bij een fan op visite.

## De Mediamadammen
De Mediamadammen zijn de presentatrices van het programma. Zij dragen vooral het programma. In de loop van het programma zijn er vier Mediamadammen geweest:
- Phaedra Hoste
- Tanja Dexters
- Deborah Ostrega
- Ann Van Elsen

Het eerste seizoen werd gepresenteerd door Phaedra Hoste, Tanja Dexters en Deborah Ostrega. Tijdens het tweede seizoen was Ostrega op tournee met haar groep Lords of Acid en wordt ze vervangen door Ann Van Elsen, die toen net haar Miss België-jaar had afgerond. In het derde seizoen was Ostrega opnieuw in België en werd het programma gepresenteerd door de 4 Mediamdammen. Ook was er in het derde seizoen een achtergrondstem die de missies van de Mediamdammen aankondigde (een beetje vergelijkbaar met Charlie's Angels). Deze stem werd ingesproken door Herbert Flack.
De kracht van het programma schuilde in het feit dat elke Mediamadam haar eigen doelgroep had, waardoor ze steeds een groot publiek konden aanspreken. Tanja Dexters was de stoeipoes, Deborah Ostrega was de rebel die weleens tegen de schenen durfde te trappen, Phaedra was de vrouw die stijl in het programma bracht en Ann was de naïeveling.

## Hoogtepunten
- Deborah Ostrega, die parlementslid Margriet Hermans wakker maakte om 's nachts te gaan zwemmen. Nadien hadden ze op het strand een filosofisch gesprek.
- Phaedra Hoste, die zanger Lionel Richie interviewde. Tijdens het interview dansten ze op Lionels nummer Hello. Na het interview was te zien dat Richie Phaedra Host uitnodigde op zijn hotelkamer.
- Ann Van Elsen, die in bad dook met Herr Seele. Herr Seele droeg enkel een verkeerskegel voor zijn lid.
- Tanja Dexters, die wordt rondgeleid door zanger Xander de Buisonjé in Maastricht. De avond eindigt met een kus tussen de twee.
- Ann Van Elsen, die aan acteur Hugh Grant een prijs in de vorm van Manneken Pis van Brussel uitreikt om hem te overtuigen niet te stoppen met acteren.
- Phaedra Hoste, die een ontstoken oog heeft als ze acteur Richard Gere moet interviewen. Richard Gere toont enorm veel sympathie voor Hoste en vertelt haar hoe ze haar oog het best verzorgt.
- Deborah Ostrega, die verslag uitbrengt van de Ronde van Vlaanderen. Daarna masseert ze wielrenner Marco Pantani.
- Ann, die een van haar lievelingsgroepen Simple Minds mag interviewen. Ze is zo onder de indruk van frontman Jim Kerr dat ze niet merkt hoe opgewonden zij hem maakt.
- Tanja Dexters, die een wedstrijdje De Mol houdt tijdens het diner van Miss België.